# متحف دار أونامونو
متحف دار أونامونو (بالإسبانية: Casa-museo de Unamuno)‏ هو منزل يقع في المركز التاريخي لمدينة سلامنكا الإسبانية. تُعد دارًا تابعة للجامعة تم تشيدها منذ القرن الثامن عشر على الطراز الباروكي، وقد خُصصت لرئاسة الجامعة خلال فترة ولاية دي أونامونو. وعُرف أنها كانت المكان المُخصص لإقامة ميجيل دي أونامونو خلال رئاسته لجامعة سلامنكا. ومنذ الخمسينات، فقد تحولت إلى متحف عن حياته وأغراضه الشخصية ووجوده ككاتب في سلامنكا في الفترة فيما بين أعوام 1900 و1914. وقد دُمج متحف دار أونامونو ضمن محفوظات ومكاتب جامعة سلامنكا.

## تاريخ
تمت الموافقة على أعمال البناء في مجلس الجامعة بتاريخ 3 يونيو 1758. وقد تم بناء المبنى في الفترة ما بين عام 1758 حتى 13 ديسمبر 1762. وقد صممه المهندس المعماري أندريس جارثيا دي كينيونس بوصفه منزل رئيس الجامعة وفضاء إداري للجامعة. عاش أونامونو في مدينة سلامنكا بوصفه أستاذ دكتور بالدراسات الكلاسيكية اليونانية؛ وعقب حصوله على منصب رئيس الجامعة عام 1900، انتقل أونامونو للعيش في هذا المنزل. وبالطابق الثاني من هذه الدار، كان أونامونو يقوم بكتابة قصائده الشعرية وجزء كبير من أعماله الروائية.
في عام 1952، بدأت أعمال تحويل الدار من كونه مسكنًا ومقرًا لأونامونو إلى متحف. وقاموا بنقل الأثاث إلى الطابق الثاني. وتقع المكتبة الشخصية للكاتب في الطابق الثاني، حيث تعج بقرابة 6 آلاف مجلدًا تم التنازل عنهم للجامعة. بدأت أعمال تنسيق وإتاحة المساحات في الدار فيما بين عامي 1976 و1977 لتوفير البيئة التاريخية التي تعمل على إعادة إظهار وجود الكاتب الوجداني في المكان. وانتهت هذه الأعمال عام 1996، ليتم افتتاح المتحف للجمهور.

## معرض صور

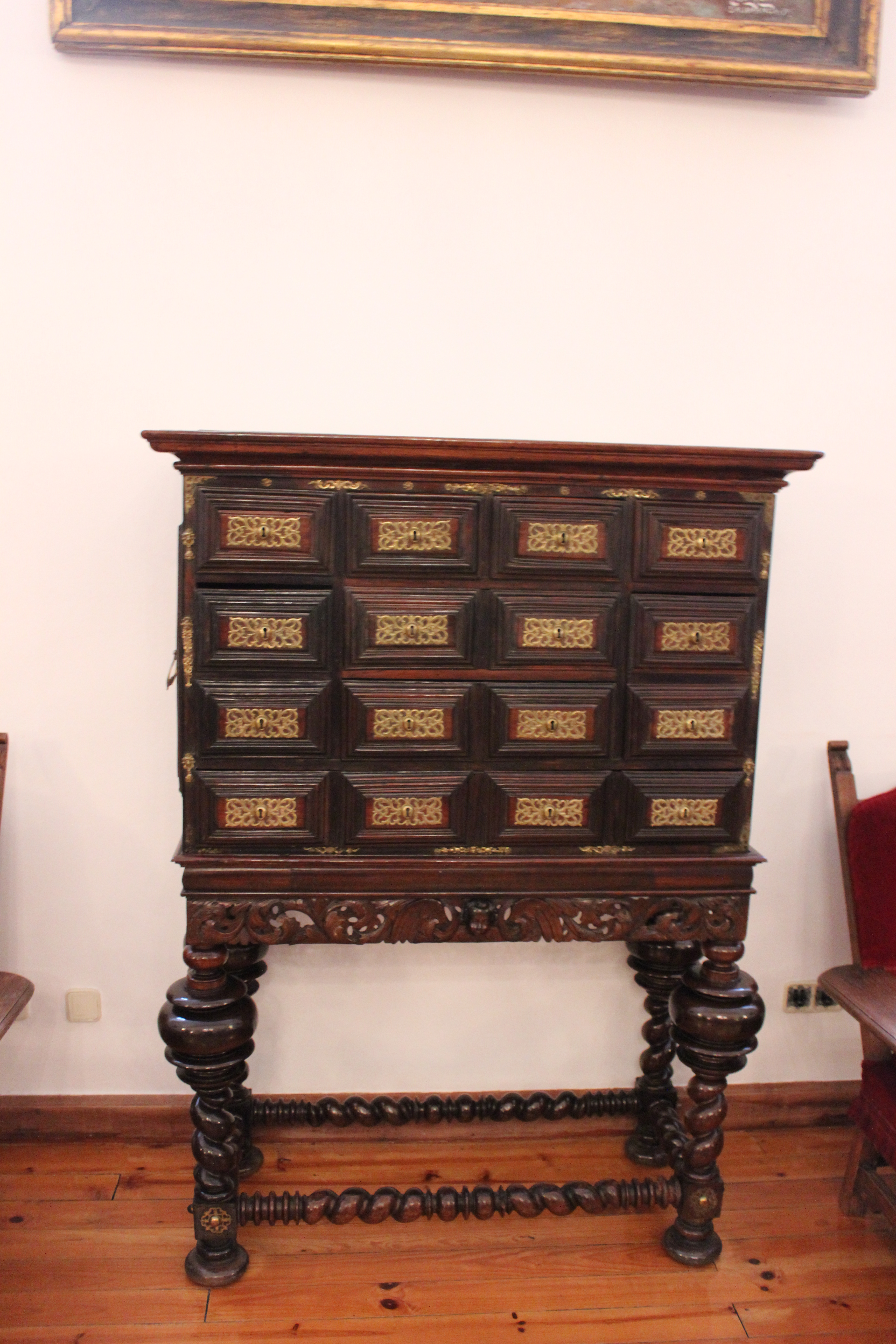
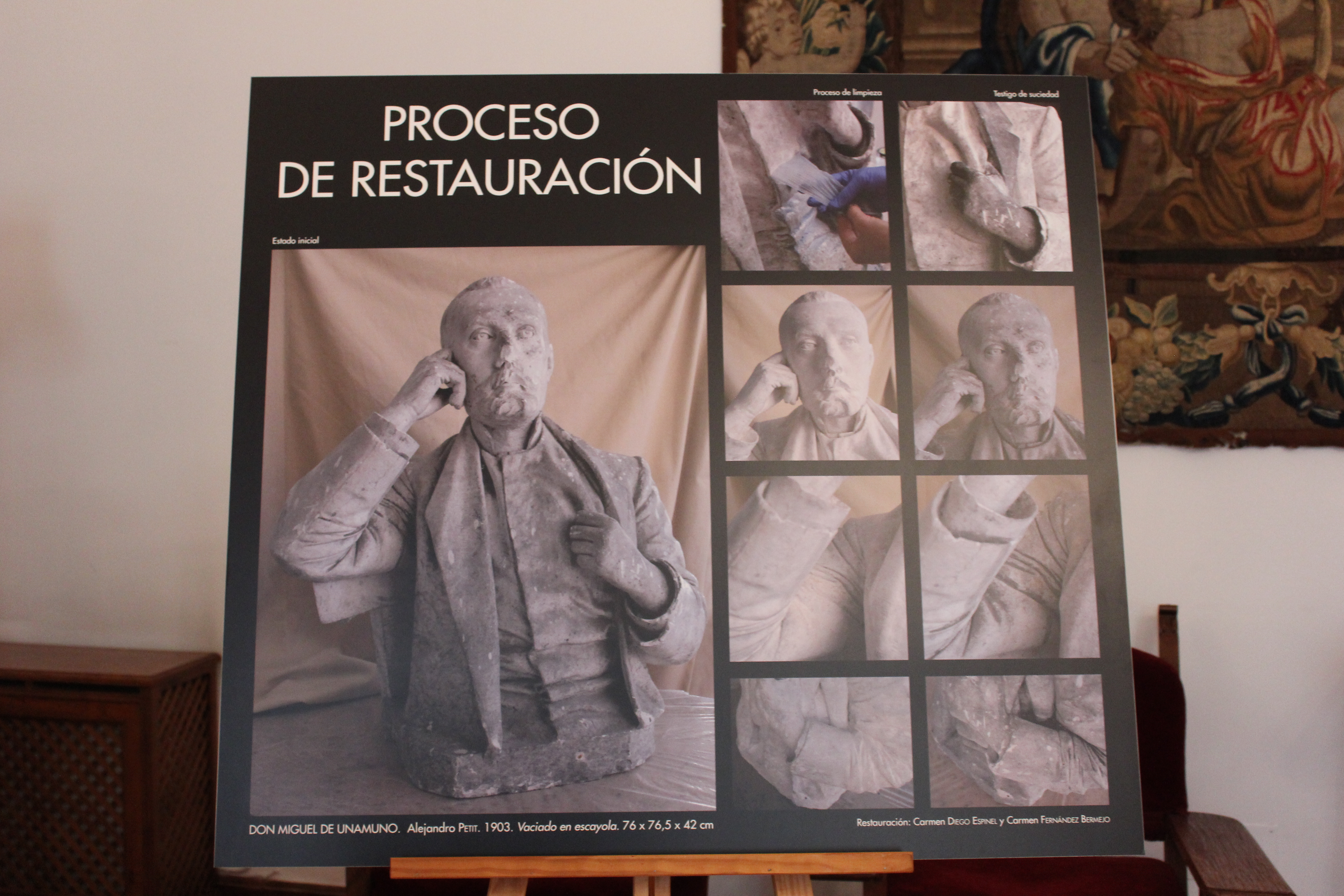
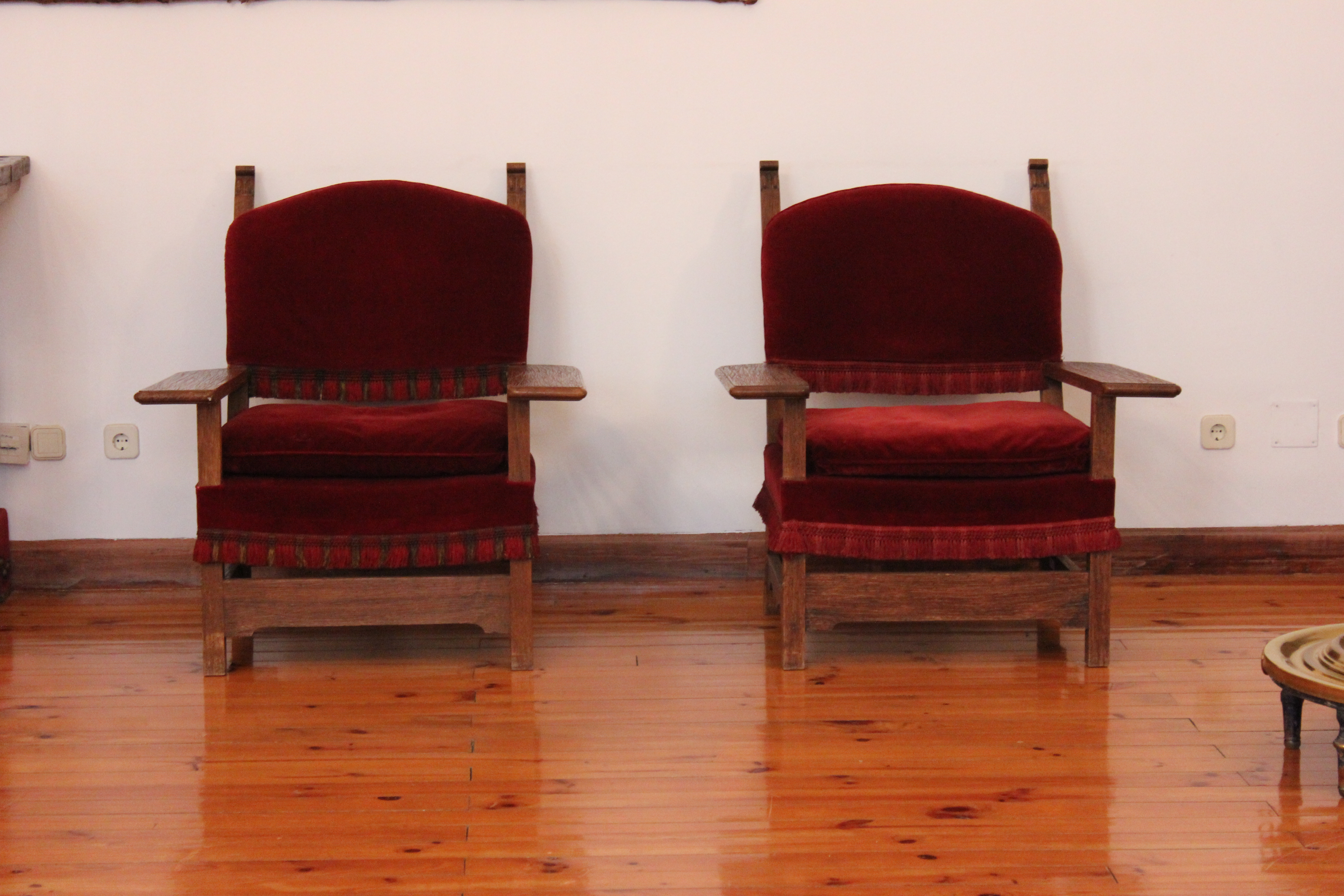
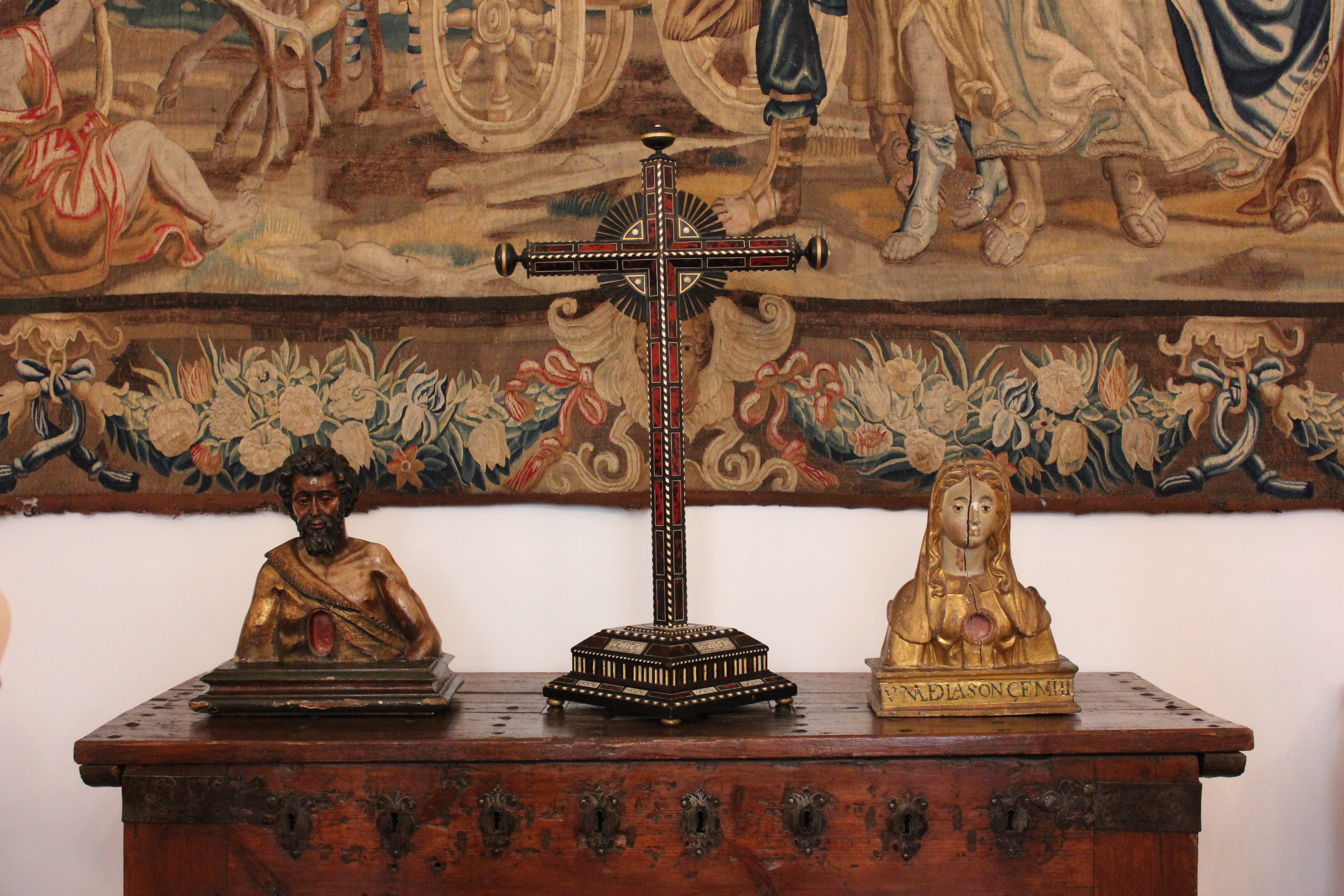
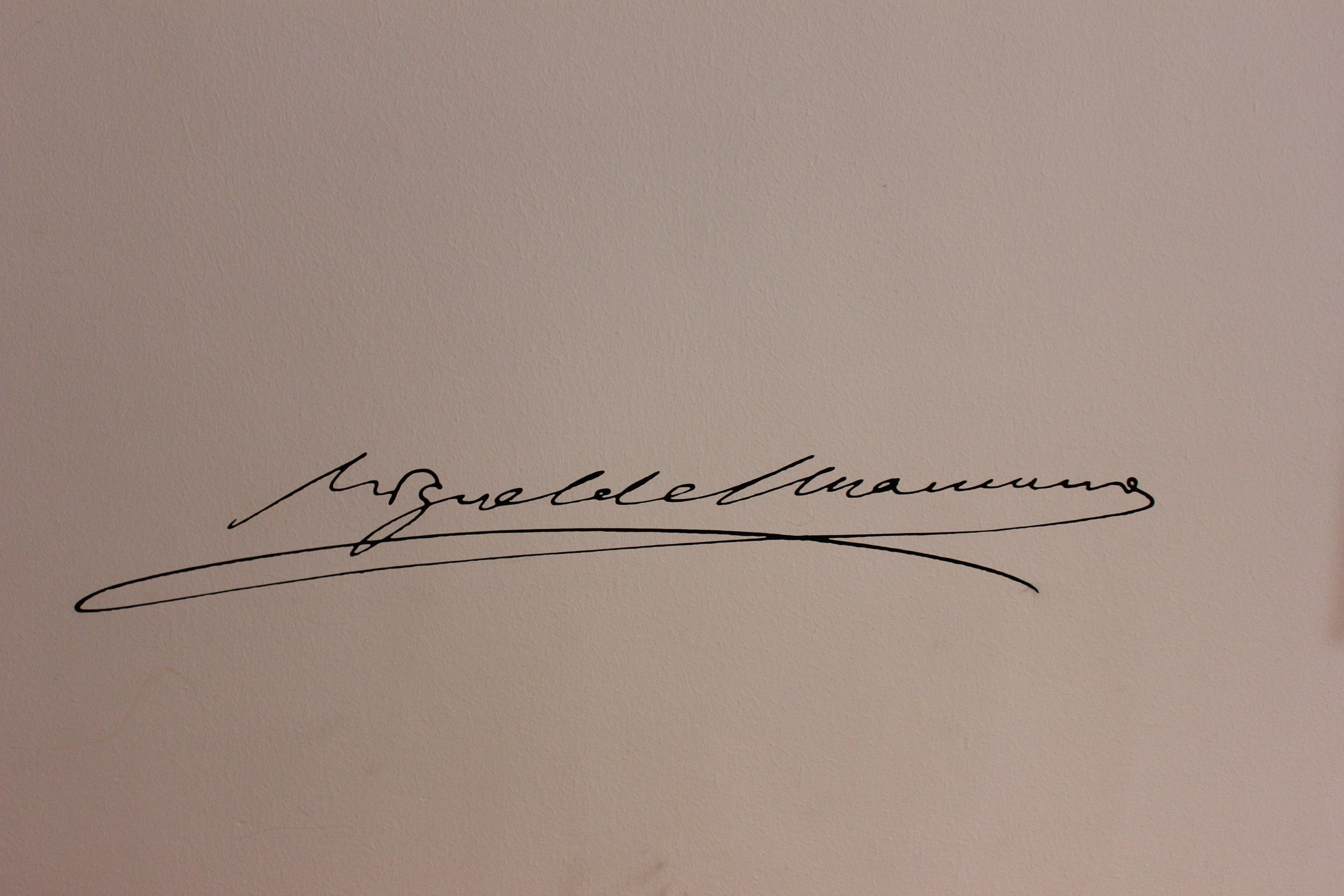
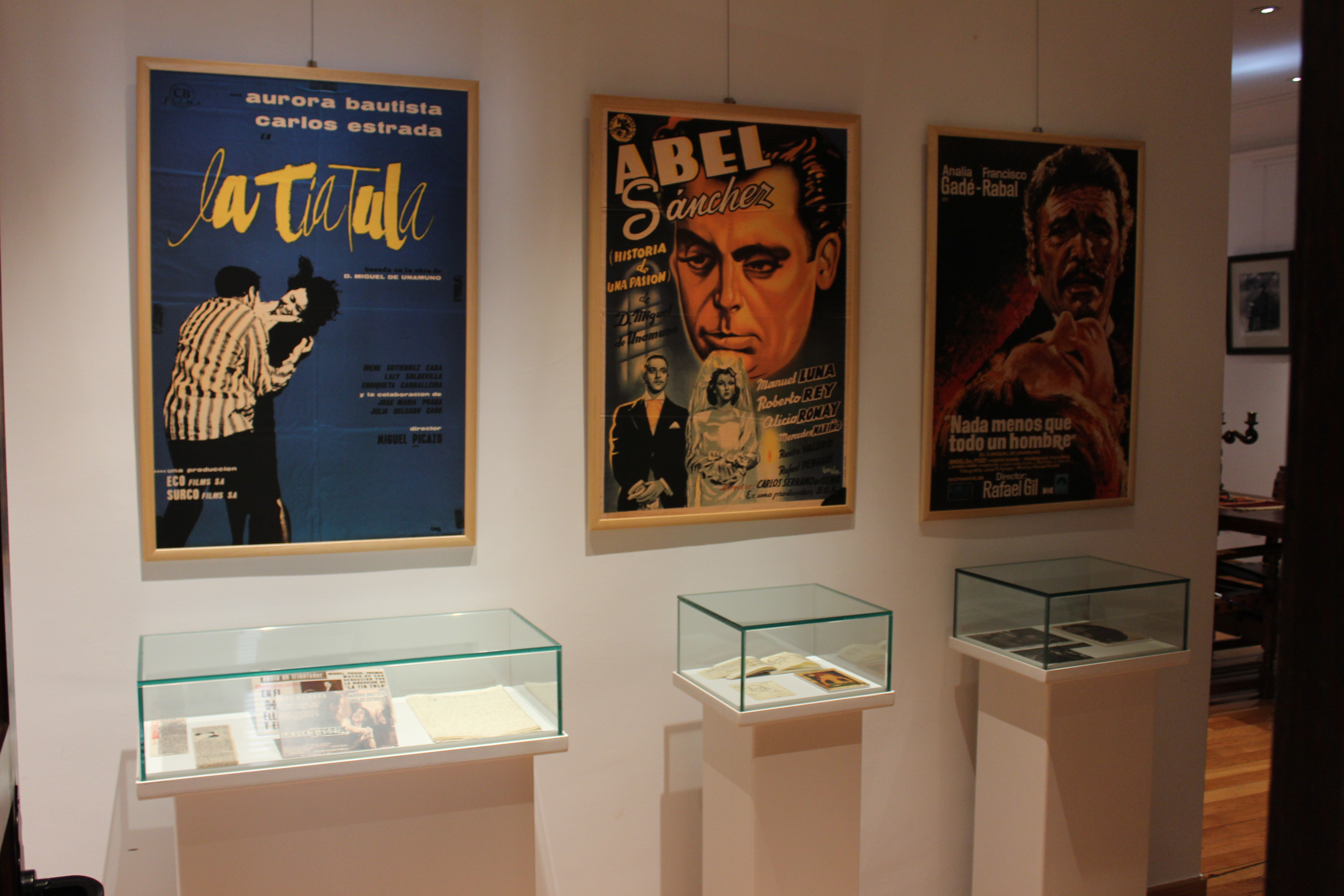
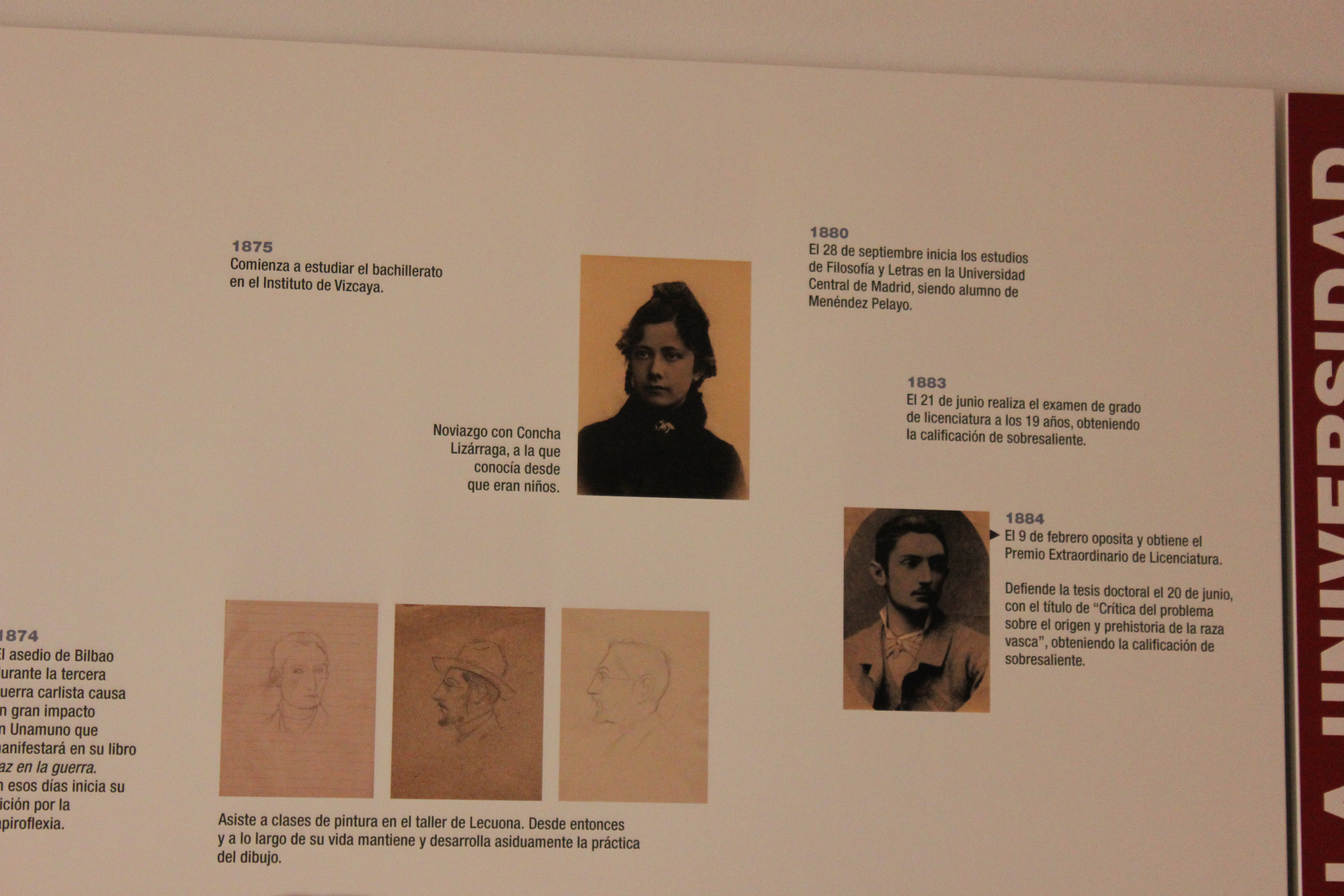
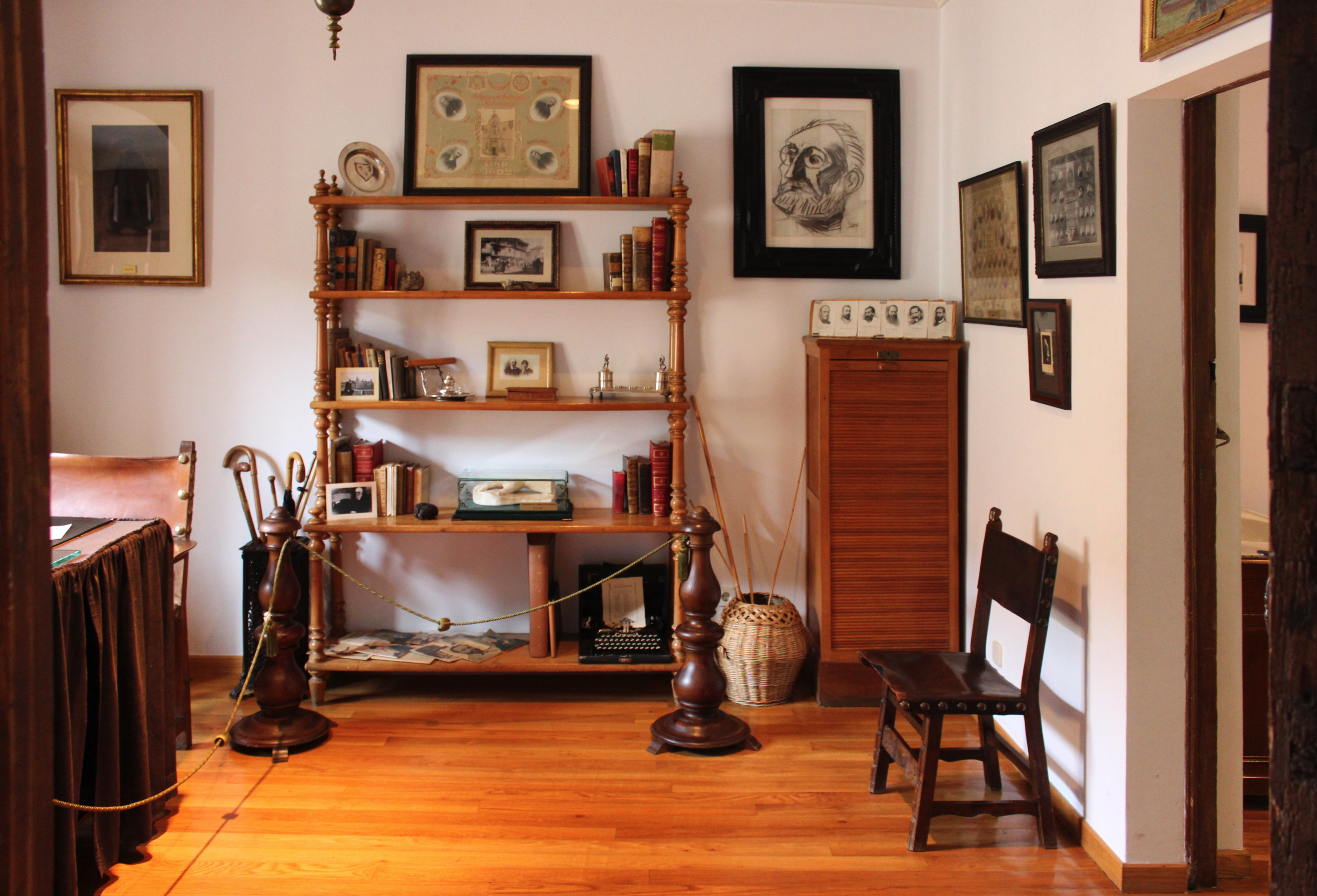
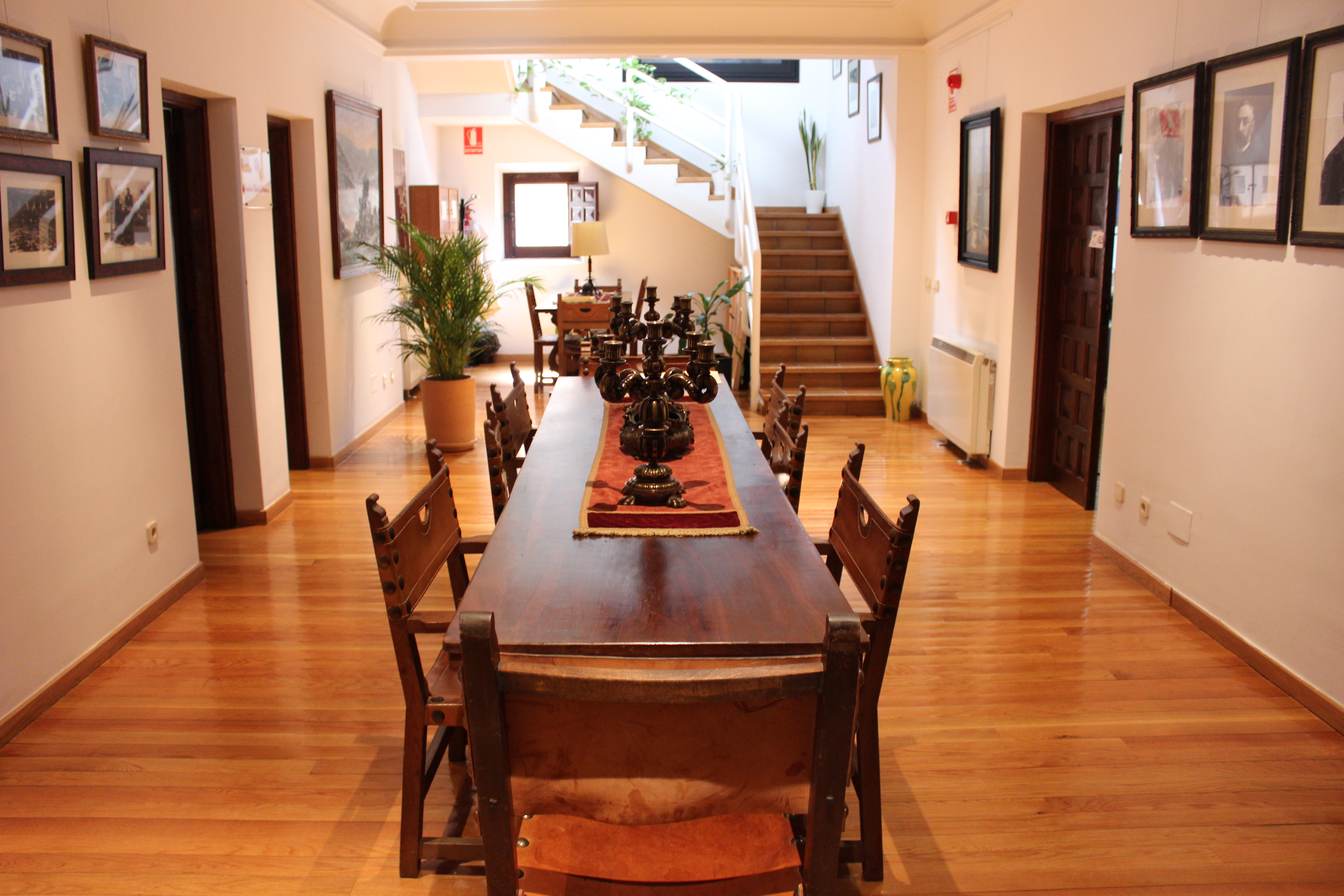
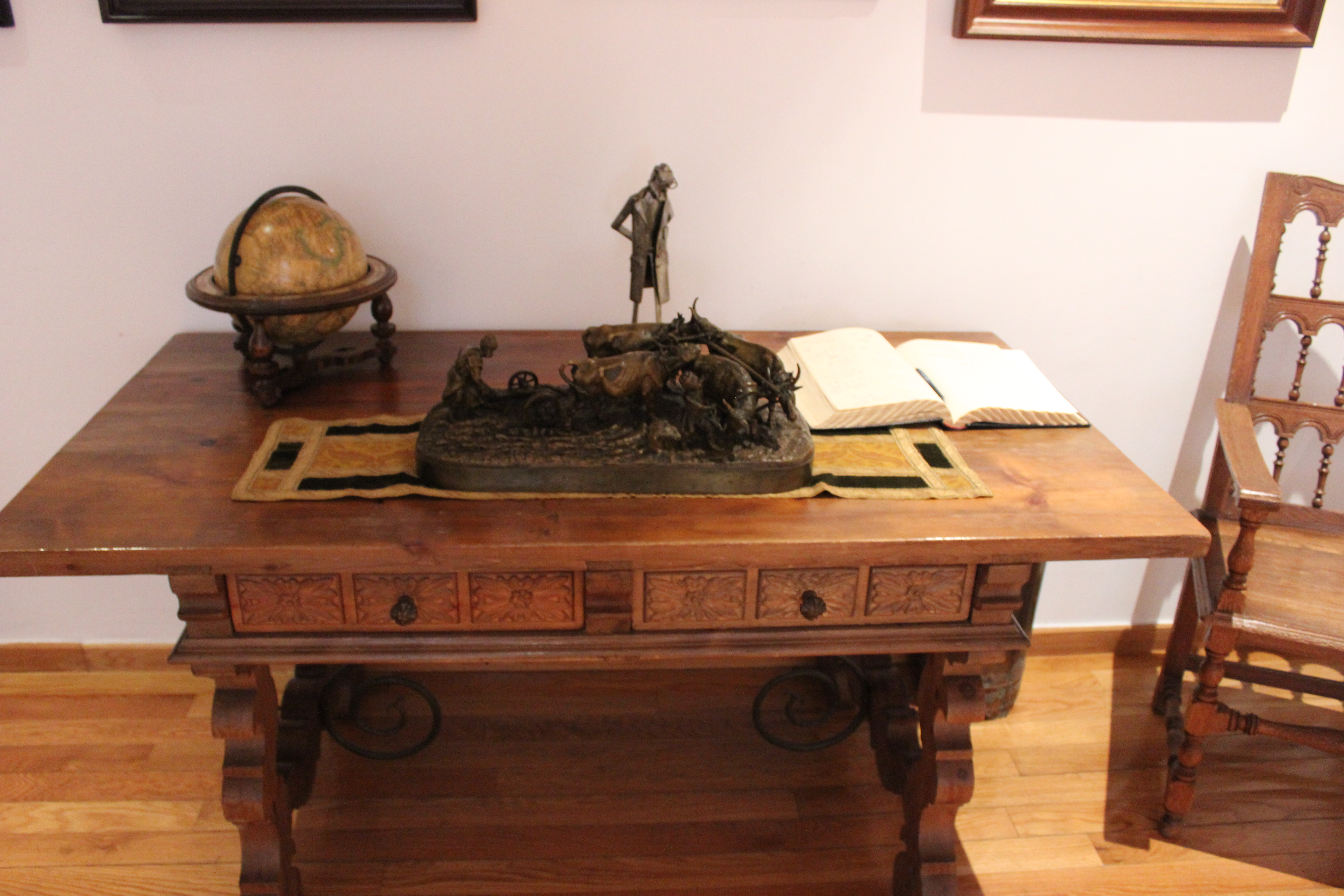
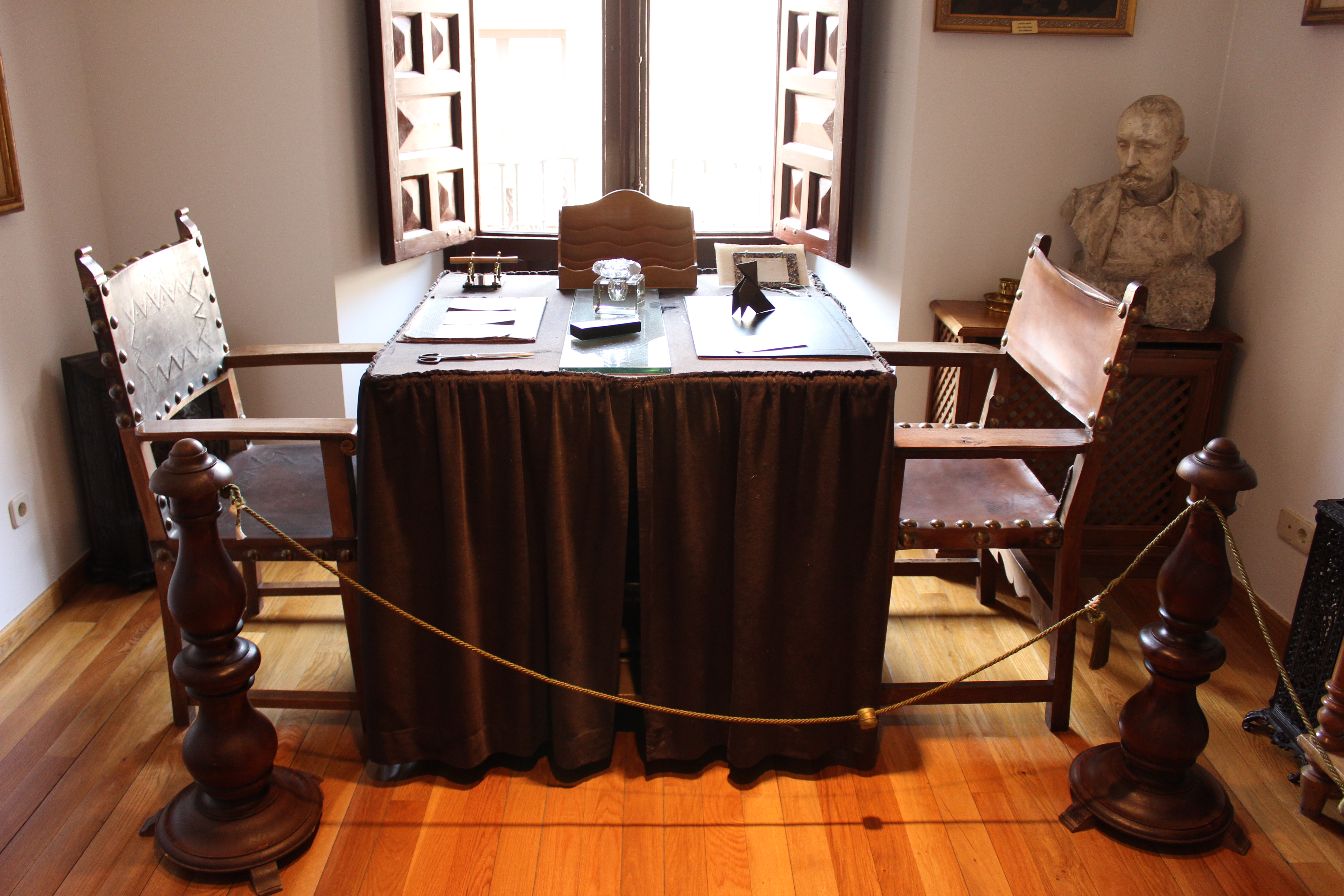
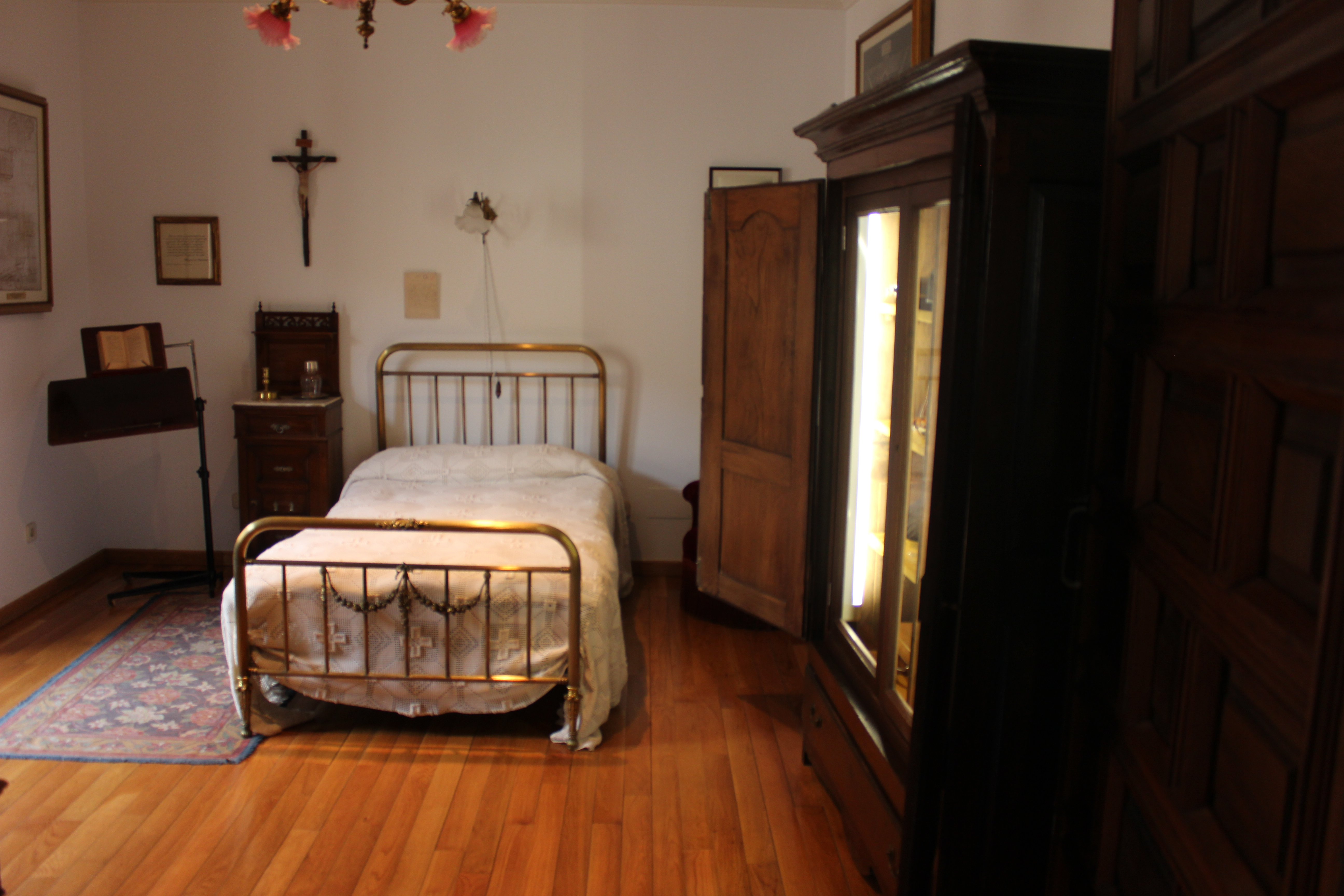
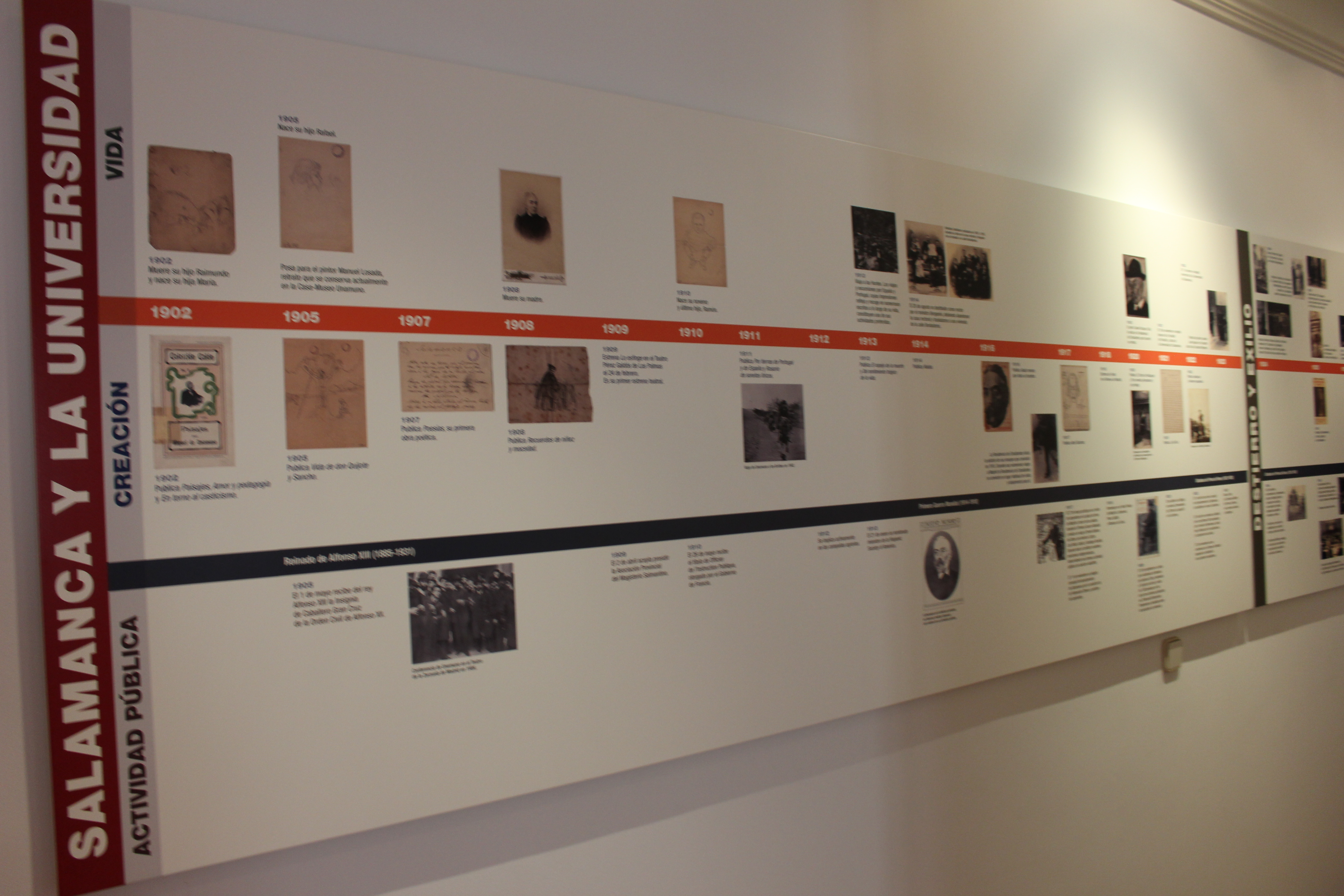
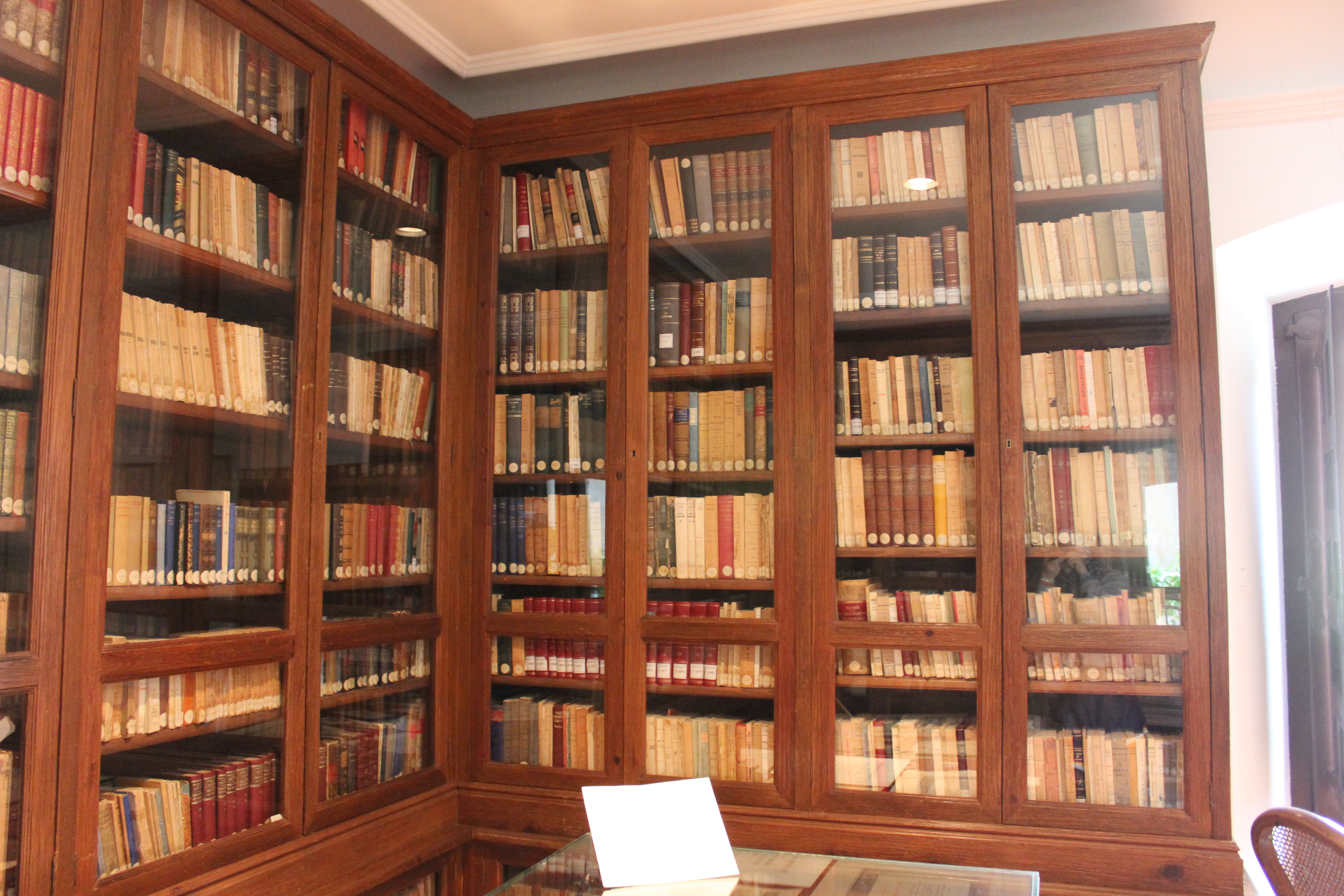
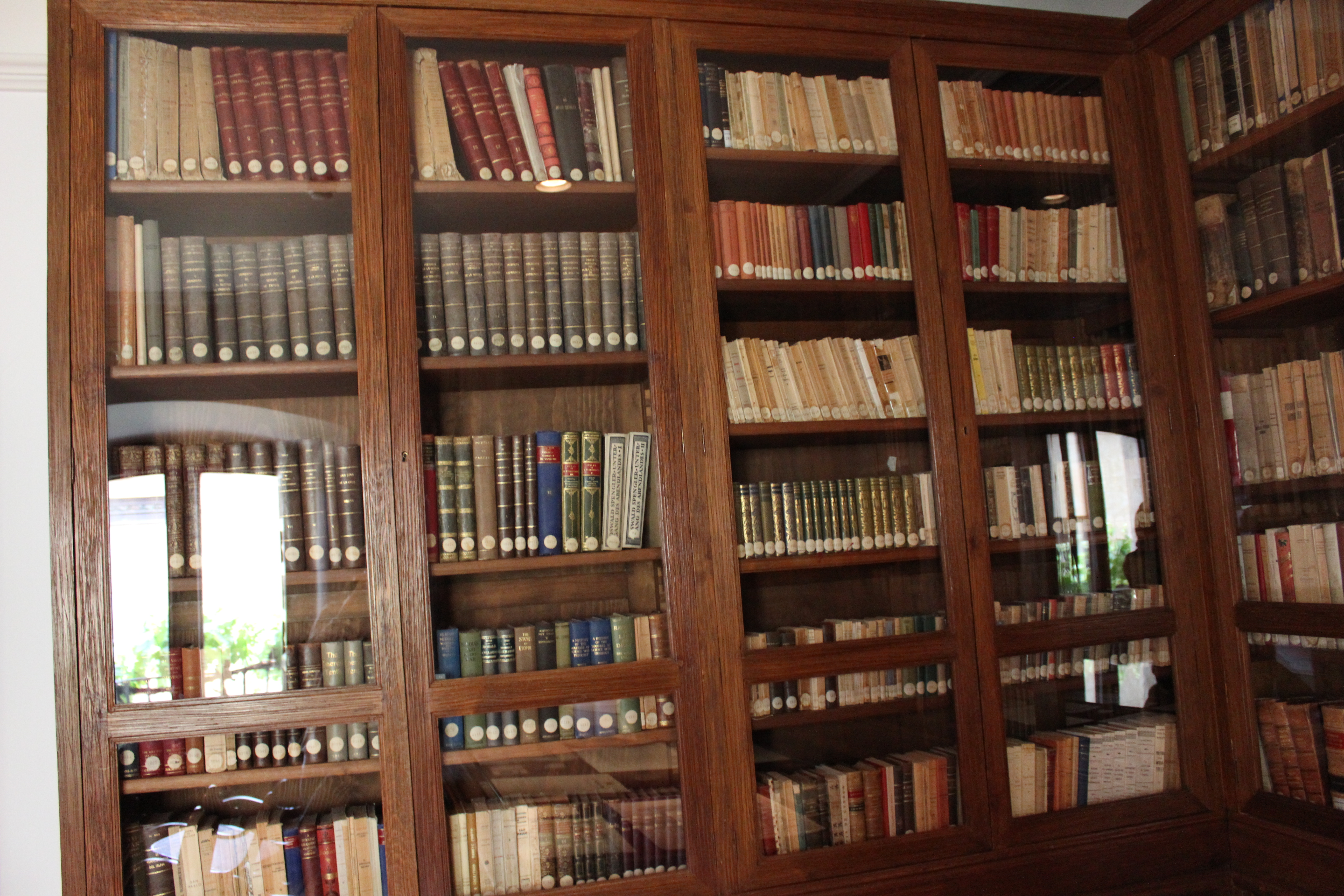
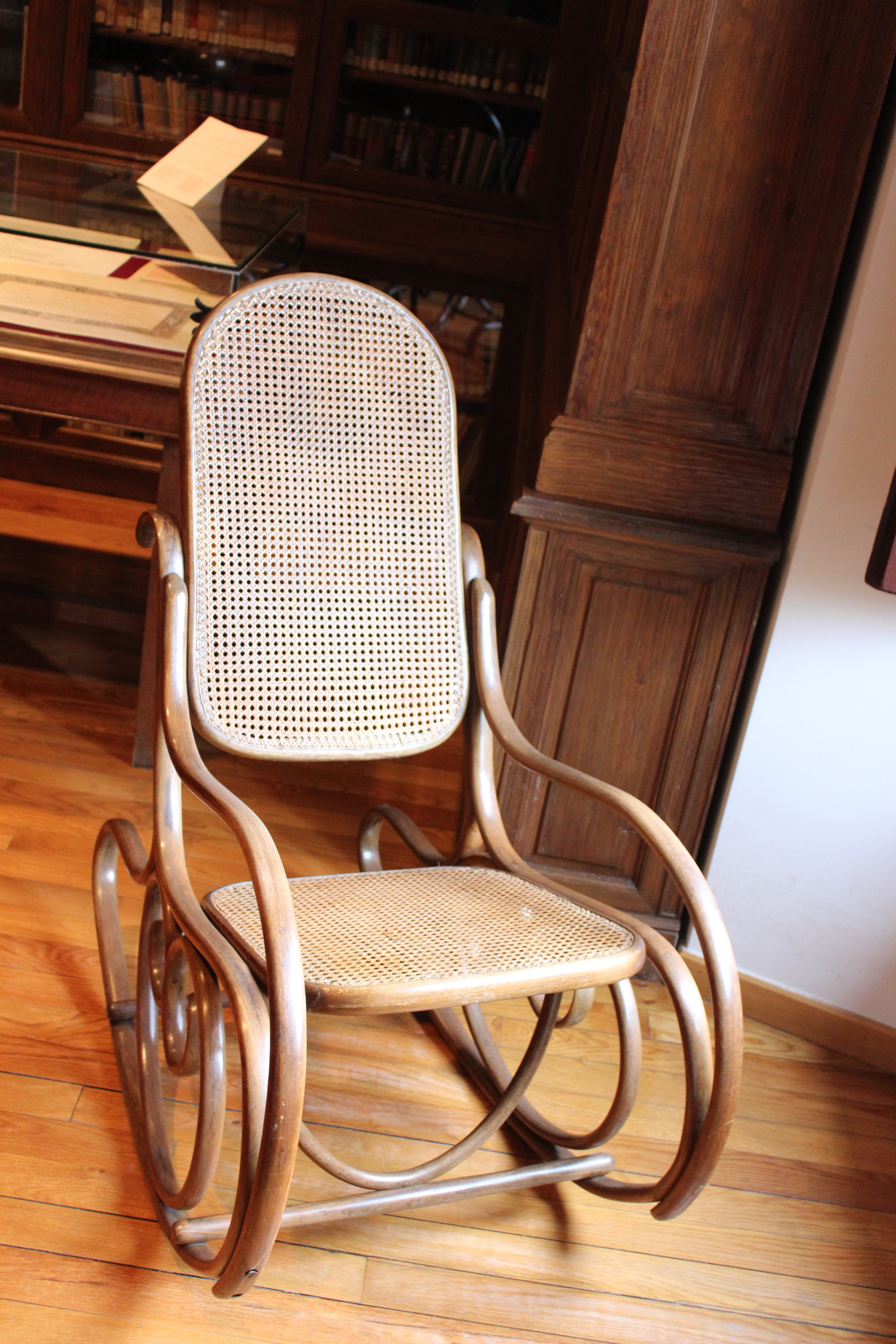
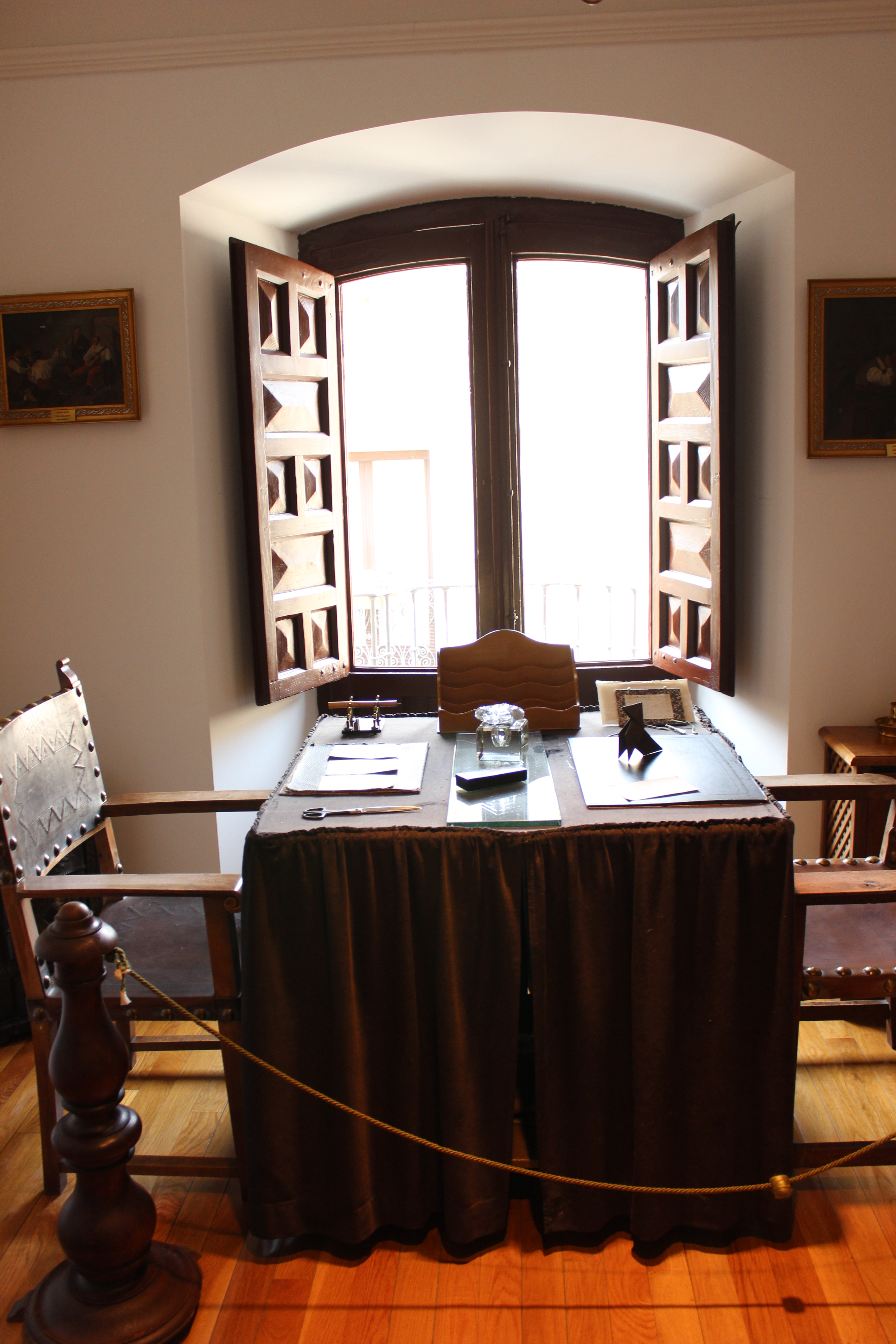
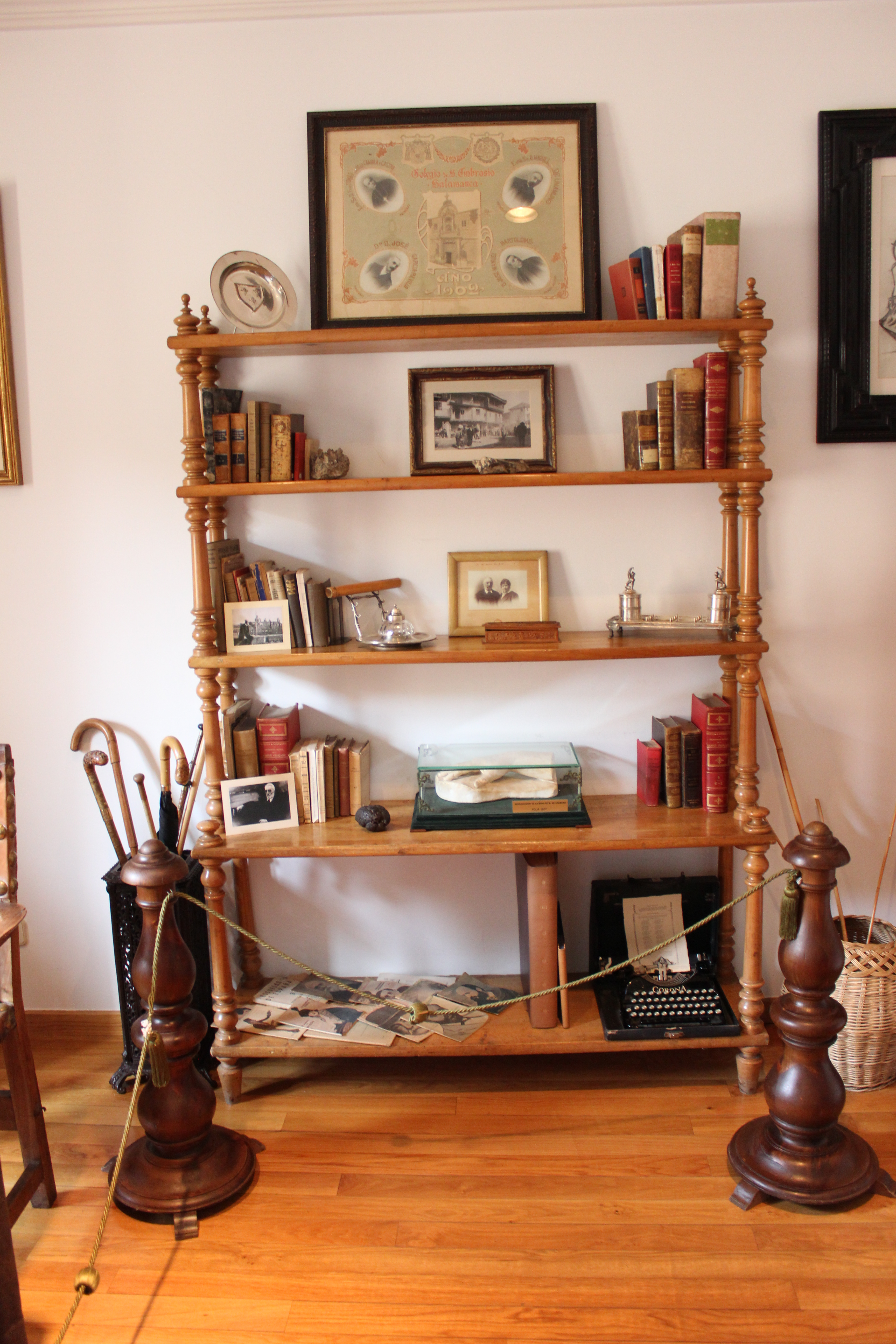
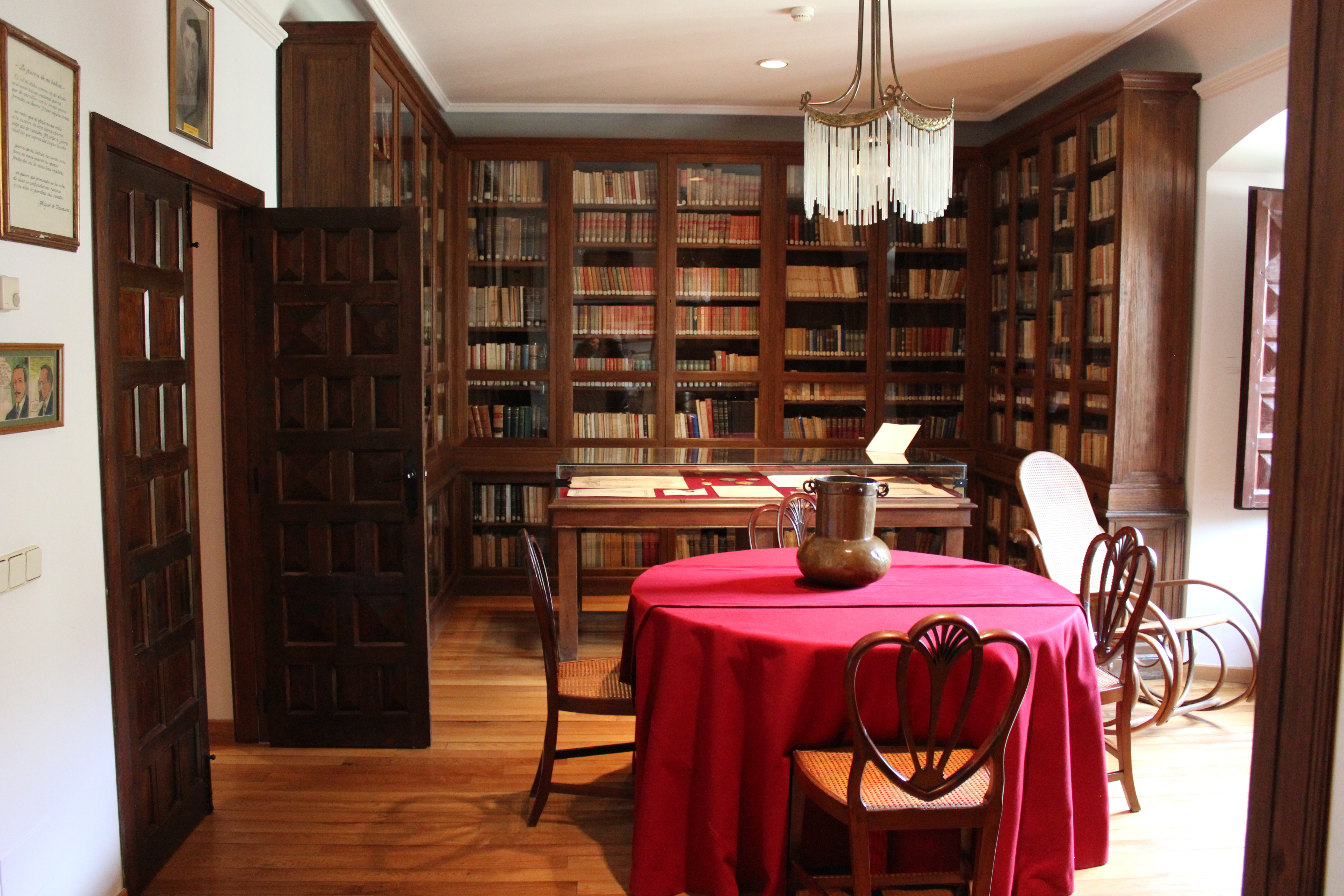